# Chmielinko
Chmielinko (dawniej: Chmielinka, niem. Steinberg, od 15 maja 1943 Trauensteinberg) – wieś w Polsce położona w województwie wielkopolskim, w powiecie nowotomyskim, w gminie Lwówek.
Wieś szlachecka  Chmielinka położona była w 1580 roku w powiecie poznańskim województwa poznańskiego. W latach 1975–1998 miejscowość administracyjnie należała do województwa poznańskiego.

## Położenie
Chmielinko leży ok. 5 km na południe od Lwówka. Okolice to obszar tzw. Pagórków Lwówecko-Rakoniewickich, czyli niewysokich wzgórz moreny czołowej. Tuż za Chmielinkiem w kierunku Lwówka znajduje się najwyższe wzniesienie gminy, mierzące 137,8 m n.p.m. (większość pagórków ma względną wysokość 5–20 m).

## Historia
Najwcześniejsze ślady osadnictwa w Chmielinku to pochodzące z epoki żelaza cmentarzyska grobów skrzynkowych, będące pozostałością kultury pomorskiej.
W XV w. Chmielinko, podobnie jak wiele innych sąsiednich wsi, znalazło się w rękach rodu Ostrorogów, którzy później przyjęli nazwisko Lwowskich (od Lwówka). Wieś wymieniona jest (jako Chmielnika) w przywileju lokacyjnym Lwówka wydanym przez Sędziwoja z Ostroroga z 1 lipca 1419 (lokator zabrania mieszkańcom tej i innych wsi warzenia piwa, przywilej ten pozostawiając jedynie mieszkańcom nowego miasta).
W XVIII w. okolice Lwówka stały się terenem silnej kolonizacji olęderskiej. Również nowym osadnikom w Chmielinku nadano 28 marca 1776 przywilej olęderski. Olędrzy byli w większości narodowości niemieckiej (w lwóweckich księgach parafialnych i w innych dokumentach źródłowych występują takie nazwiska jak Paschke, Haendschke, Wolff, Lucius czy Wilke).
W okresie Wielkiego Księstwa Poznańskiego (1815–1848) miejscowość wzmiankowana jako Chmielinka należała do wsi większych w ówczesnym powiecie bukowskim, który dzielił się na cztery okręgi (bukowski, grodziski, lutomyślski oraz lwowkowski). Chmielinka należała do okręgu lwowkowskiego i stanowiła część majątku Lwówek Zamek (niem. Neustadt), którego właścicielem był wówczas (1837) Antoni Łącki. W skład rozległego majątku Lwówek Zamek wchodziło łącznie 36 wsi. Według spisu urzędowego z 1837 roku Chmielinka liczyła 474 mieszkańców i 68 dymów (domostw).